# 汪兆銘狙撃事件
汪兆銘狙撃事件（おうちょうめいそげきじけん）は、1935年11月1日に中華民国の首都南京で、汪兆銘行政院長が、国民党左派広東系の犯人グループによって狙撃され重傷を負った暗殺未遂事件。

## 動機と背景
満洲事変後、国民政府の行政院長の汪兆銘（汪精衛）は、1933年5月、関東軍の熱河作戦にともなう塘沽停戦協定の締結にかかわった。実際に協定を締結したのは華北政権であったが、これは汪や孫科の承認のもとに結ばれたのである。この協定は、実質的に満洲国の存在を黙認する要素を含んでいたが、これは汪の唱える「一面抵抗、一面交渉」方針の現れでもあった。しかし、抗日派による汪兆銘批判はいっそう激しさを増していった。1933年5月1日、汪兆銘は抗日の方が反共よりも重要であるという見方を批判し、もし、共産匪賊が勢いをえて長江流域まで侵してきたなら、いずれ中国は列強各国の管理下におかれ、日本による侵略よりもいっそう悲惨なことになるだろうと述べた。汪はその後も政府内の反対派の批判を受けつつ、「日本と戦うべからず」を前提とした対日政策を進めた。日本側からすれば、広田弘毅を外務大臣、重光葵を外務次官とする和協外交は、「日満支三国の提携共助」によって対中国関係の改善を進めて平和を確保しようとする方向性をもっていた。行政院長兼外交部長であった汪はこれに応じ、南京総領事の須磨弥吉郎に対し、満洲国の承認には同意できないまでも、赤化防止の急務を高調して中国国民に満洲問題を忘れさせる以外にないと語るまでに対日妥協姿勢を示した。
こうした汪兆銘の対日宥和外交に対し極度に憤懣を持った者たちによって汪暗殺計画がなされ、1935年、それは直接行動へと発展した。11月1日、中国国民党中央委員会の第六次全体会議が開催されるにあたり、実行犯となる26人はそれぞれピストルを携行し通信記者として厳重警戒化の全体会議に入りこんだ。

## 経過
1935年11月1日、中国国民党中央執行委員会第六次全体会議開会式終了後の午前9時半に林森中華民国政府主席、蔣介石国民政府軍事委員会委員長、汪兆銘行政院長、軍閥出身の閻錫山・張学良をはじめとする国民政府中央委員が中央党部大礼堂前広場に集まり記念撮影を行っていたところ、汪兆銘の背後からピストル十数発が撃ち込まれ3発が命中した。実行犯のなかにはカメラマンもいた。
汪は南京中央病院に搬送され、妻の陳璧君とのちに女婿となる何文傑はすぐさま駆けつけた。汪は2人に対し、「心配はいらない。死ぬほどのことではないから」と述べた。汪は耳の上、左腕、背中に3発の弾を受けたが急所は外れており、生命に別状はなかった。ただし、背中に撃ち込まれた銃弾は摘出することができず、汪を生涯にわたって苦しめ、のちに骨髄腫の原因となって9年後の1944年、彼を死に至らしめた。
事態の急変のなかで、いち早く狙撃犯に駆け寄って犯人を蹴り倒したのは張学良だった。汪は、これに感謝し、のちに張にステッキを送っている。その後、汪の護衛兵が狙撃犯孫鵬明を撃ち、ただちに捕らえたが、翌日、彼は死亡した。銃撃後逃走を図った他の犯人もその場で取り押さえられた。国民党左派広東系で以前十九路軍の排長（小隊長）だった晨光通信社記者の孫鵬明、同じく広東系の実業部政務次長郭春擣ら計27名が逮捕された。
事件後、警察及び憲兵隊は孫鵬明の所属する晨光通信社を包囲したが、すでに社長以下全員は書類を焼却するなどした後に逃亡していた。焼け残った書類の中からは共産党の伝単が発見された。

## 事件の影響
狙撃事件以降、蔣介石・汪兆銘合作政権による対日親善外交は破局へ向かっていった。事件当日の正午に国民政府は緊急集会を開き財政部長孔祥熙を臨時行政院長に任命した。事件発生とともに上海公債市場には次期行政院長がインフレ政策を採るとする噂から不安が広がり、立ち会い中止措置が採られる事態となった。11月2日、上海の銀行には群衆が押しかけ、取り付け騒ぎが起きた。11月3日、国民政府は緊急協議を行った。そして、銀の保有を禁ずる銀国有令、鉄道を担保にイギリスから1000万ポンドの借款を受けることなどを柱とする財政金融政策の実施が、孔臨時行政院長により発表された。
日中提携に関心を持っていた汪兆銘が狙撃されたことや、その後に孔祥熙によって打ち出されたイギリスからの借款は、中国の自力更生による財政経済政策を勧奨してきた日本の外務省当局に衝撃を与え、従来の外交政策の変更を迫ることとなった。
11月9日、十九路軍の支援を受けていた秘密結社同義協会によって中山水兵射殺事件が引き起こされ、12月25日には日中関係改善に務めていた唐有壬前外交部次長が上海フランス租界で暗殺された。
一方、汪兆銘は1936年2月、ヨーロッパへ渡ってドイツで療養生活を送り、政府関係者とも交流を持って、翌1937年1月までそこに滞在した。この旅では、汪は妻の陳璧君をともなわず、彼女に留守中の情報収集をまかせ、腹心の曾仲鳴を同行させた。この旅は、日本・中国・ドイツの反共同盟の可能性を探るのも目的のひとつであったといわれる。この間の対日交渉は蔣介石に委ねられたが、そのさなかの1936年12月12日、西安事件が起こった。
中国では、1936年9月3日には広東省北海で日本人商店主が十九路軍の指導の下で殺害される北海事件が起き、9月23日には上海共同租界内で日本人水兵射殺事件が引き起こされるなど、知日派や日本人へのテロが続発し日中関係は悪化していった。12月12日の西安事件以降、蔣介石は抗日路線を採るようになり日中は全面対立に向かっていった。汪兆銘は1937年1月の中国への帰国に先だって「安内攘外」の声明を発し、反共第一を主張した。しかし、西安で張学良に連行されたのちすぐに釈放された蔣介石は、すでに連共抗日路線に鞍替えしており、一方の汪兆銘は、自身の外遊と反共主義によって党内の権威を失墜していた。帰国した汪に国民党のポストはなかった。
日中戦争勃発後の1938年、蔣介石と意見を異にした汪兆銘は重慶を脱出し、フランス領インドシナハノイに拠点を移した。1939年1月、厦門で汪兆銘の甥沈次高が拳銃で射殺され、3月21日にはハノイの汪兆銘の寓居に侵入した4名の刺客が乱射した銃弾によって秘書の曽仲鳴が射殺された。その後、ハノイを脱出し、上海を経て日本を訪問すると平沼騏一郎首相、有田八郎外相、板垣征四郎陸相らと会談を行い中央政権樹立による時局収拾案を提案するなど精力的な活動を行った。1940年3月30日、汪兆銘は南京に新政権（南京国民政府）を樹立すると、11月30日に日華基本条約、日満華共同宣言を成立させるなど日中提携に尽力した。

## 銃弾摘出手術と汪の死
1943年12月19日、日本陸軍の南京第一病院（原隊は名古屋陸軍病院）で、狙撃事件当時摘出できなかった弾を取り出す手術がおこなわれた。下半身にしびれを感じ、歩行がおぼつかなくなったためであるが、経過は順調で翌日には退院した。
しかし1944年に入ると、1月上旬に左下肢、次いで右下肢が麻痺して歩行困難となり、1月下旬には下半身不随の重体となった。汪兆銘の歩き方から察すると、手術の後遺症とは考えられなかったが、若い頃から体質的な糖尿病を病んでおり、これが症状をさらに悪化させていた。2月、日本より東北大学の黒川利雄教授が汪公館を訪ねて診察し、名古屋帝国大学の斎藤真教授に応援を依頼、斎藤教授は診察を終えると、即座に汪兆銘に来日して入院するよう指示した。
3月3日、南京を出発した汪兆銘は、陳璧君夫人と何文傑夫妻、通訳、医師らを同行し、国民政府の後事を立法院長の陳公博と行政院副院長の周仏海に託して岐阜県各務原飛行場に到着。そのまま名古屋帝国大学医学部附属病院に入院した。医師団は、名古屋帝大から斎藤真（外科）・名倉重雄（整形外科）・勝沼精蔵（内科）・田村春吉（放射線科）・三矢辰雄（放射線科）、東北帝大から黒川利雄（内科）、東京大学から高木憲次（整形外科）という、当時としては各分野のトップクラスが集められた。病名はのちに多発性骨髄腫と診断され、体内に残った弾を摘出したものの弾が腐蝕して悪影響を及ぼしたのが原因と考えられた。患部には腫れがあり、周囲を圧迫するところから、入院翌日には第4および第7胸椎の椎弓を切除する手術がなされ、これには成功した。
汪は身体の激痛に耐えながら闘病生活を続け、夏ごろには一時回復したが、11月10日、そのまま名古屋にて客死した。汪公館に務めた程西遠の記録によれば、見舞客としては、東条英機・近衛文麿・石渡荘太郎・青木一男・小倉正恒・杉山元・小磯国昭・阿部信行・柴山兼四郎・後宮淳・天羽英二・重光葵・松井太久郎らの名があり、中国人では、家族のほか褚民誼・周仏海・蔡培・鮑文樾・方君璧らが見舞った。最後の見舞客は、大陸浪人として活躍したアジア主義者宮崎滔天の長男、宮崎龍介であった。